# 젠호프-키부르크역
젠호프-키부르크역(독일어: Sennhof-Kyburg)은 스위스 취리히주 빈터투어에 있는 기차역이다. 이름은 인접한 키부르크 자치제와 함께 위치한 젠호프에서 따왔다. 역은 퇴스탈선에 있다. 취리히 S-반 서비스 S11 및 S26의 중간 정류장이다.

## 운행편
이 역은 취리히 S-반의 S11이 매시간 운행되고, 취리히 S-반의 S26이 30분마다 운행된다.
- S11 (아라우 – 렌츠부르크 –) 디에티콘 – 취리히 HB – 취리히 슈테트바흐 –  빈터투어 – 조이차흐 / 젠호프-키부르크 (– 빌라) 
슈테트바흐와 빈터투어 사이에 무정차 운행, 조이차흐와 젠호프-키부르크 노선은 1시간 간격으로 교대로 운행, 빌라행 추가 열차 운행.
- S26 빈터투어 – 바우마 – 뤼티 ZH 
주말에만 라퍼스빌까지 운행.